# East Berkshire Football League
De East Berkshire Football League is een Engelse regionale voetbalcompetitie. Er zijn 5 divisies waarvan de hoogste zich op het 11de niveau in de Engelse voetbalpiramide bevindt. De kampioen kan promoveren naar de Hellenic League. 